# Трамвай у Ліллі
Трамвай у Ліллі (фр. Tramway de Lille) — трамвайна мережа французького міста Лілль та його агломерації. Діюча трамвайна мережа одна з небагатьох у Франції що ніколи не припиняла роботи. Системою керує компанія Transpole, під управлінням якої знаходиться також метрополітен та численні автобусні маршрути усієї агломерації.

## Історія
Перші трамваї на кінній тязі з'явилися в місті у 1874 році, наприкінці 1890-х років почалася електрифікація мережі що тривала до 1900 року. Всі лінії відкриті раніше 1909 року були ліквідовані у 1950-х роках. Діючі дві лінії збереглися тільки завдяки тому що вони будувалися як приміські і на більшості свого маршруту прокладені відокремлено від проїзджої частини. Після відкриття у 1983 році метрополітену Лілля розглядалася можливість ліквідації трамваю, але його вирішили залишити. На початку 1990-х мережа була реконструйована, також був повністю оновлений рухомий склад. Оновлена лінія відкрилася 5 травня 1994 року, з того ж часу мережу обслуговують 24 зчленованих, низькопідлогових трамваїв Breda VLC. 

## Мережа
Обидві діючі лінії починаються на підземній станції трамваю в центрі Лілля поблизу від головного залізничного вокзалу. З кінцевої станції трамваю також здійснюється пряма пересадка на обидві лінії метро, що робить цей транспортний вузол одним з найзавантаженіших в місті. Далі обидві лінії спільно прямують на північ до зупинки «Croisé-Laroche», після якої маршрути розходяться. Лінія Т прямує на північ до кінцевої зупинки «Tourcoing - Centre», розташованої в місті Туркуен поблизу однойменної станції червоної лінії метро. Лінія R прямує на північний схід до кінцевої зупинки «Eurotéléport», розташованої в місті Рубе поблизу однойменної станції червоної лінії метро.
В системі крім підземної кінцевої, існують ще дві підземні станції, та ще одна напівпідземна.

## Галерея

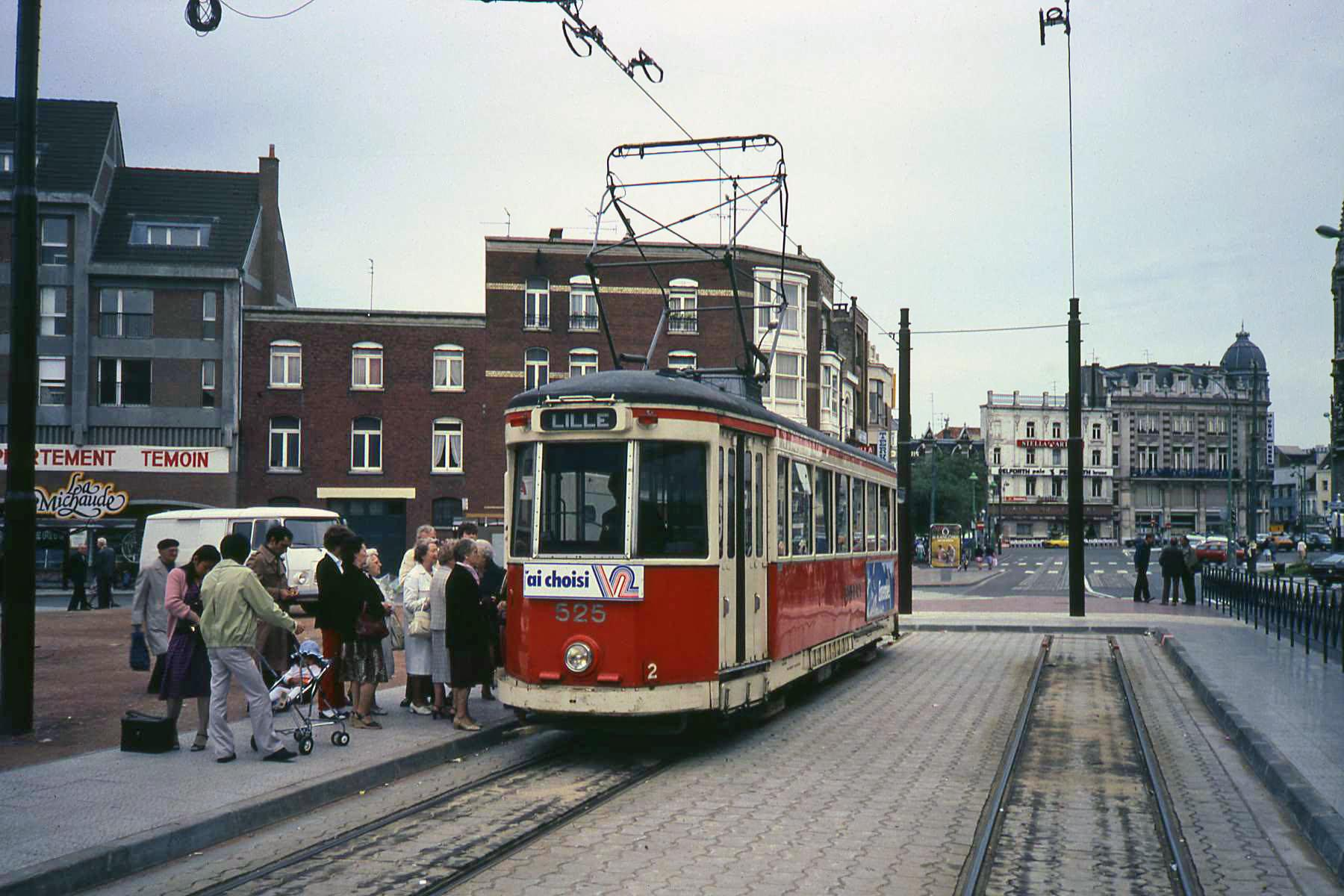
Трамвай Лілля (1982 рік)
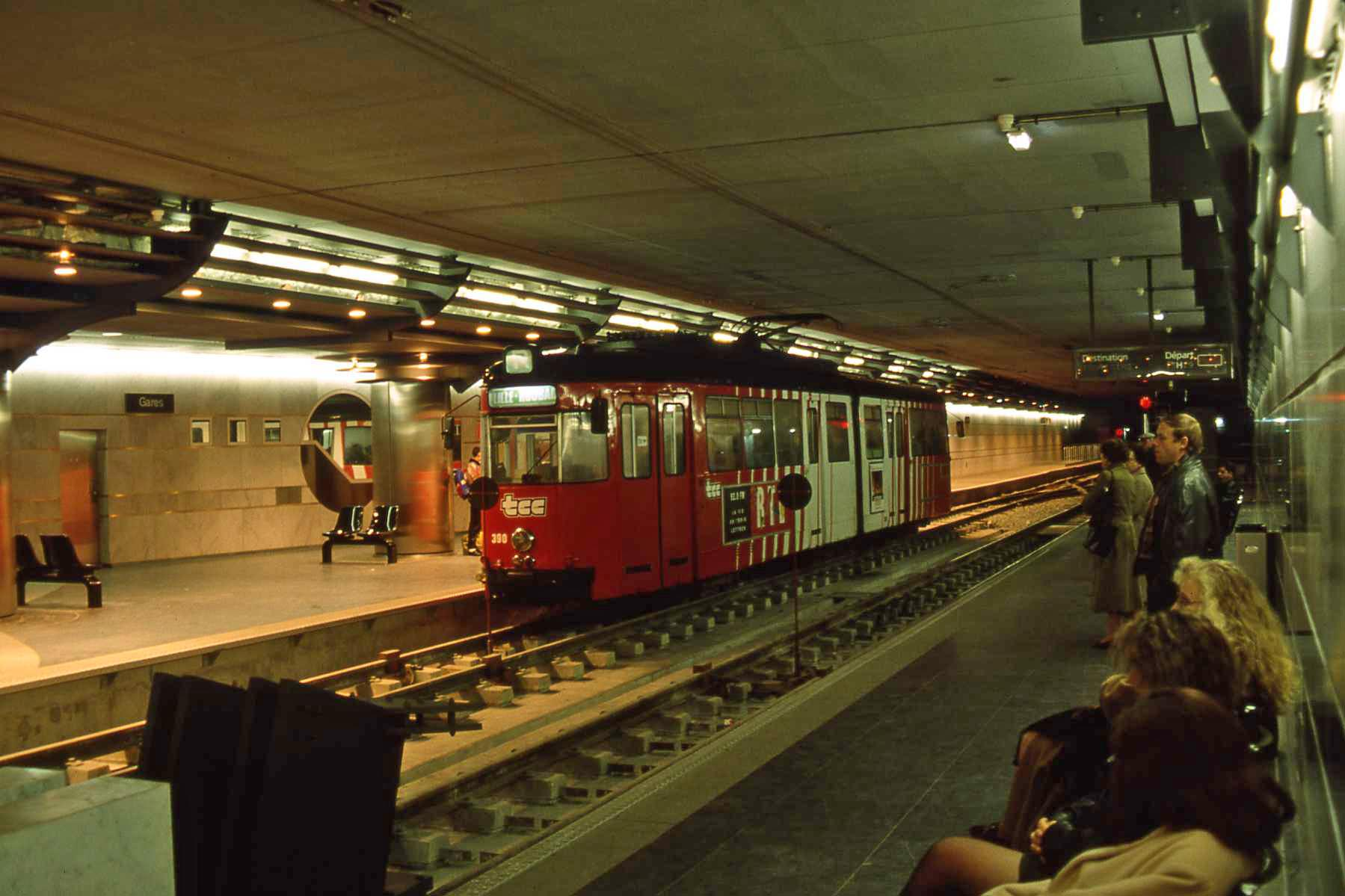
Трамвай на одній із підземних станцій на початку 1990-х
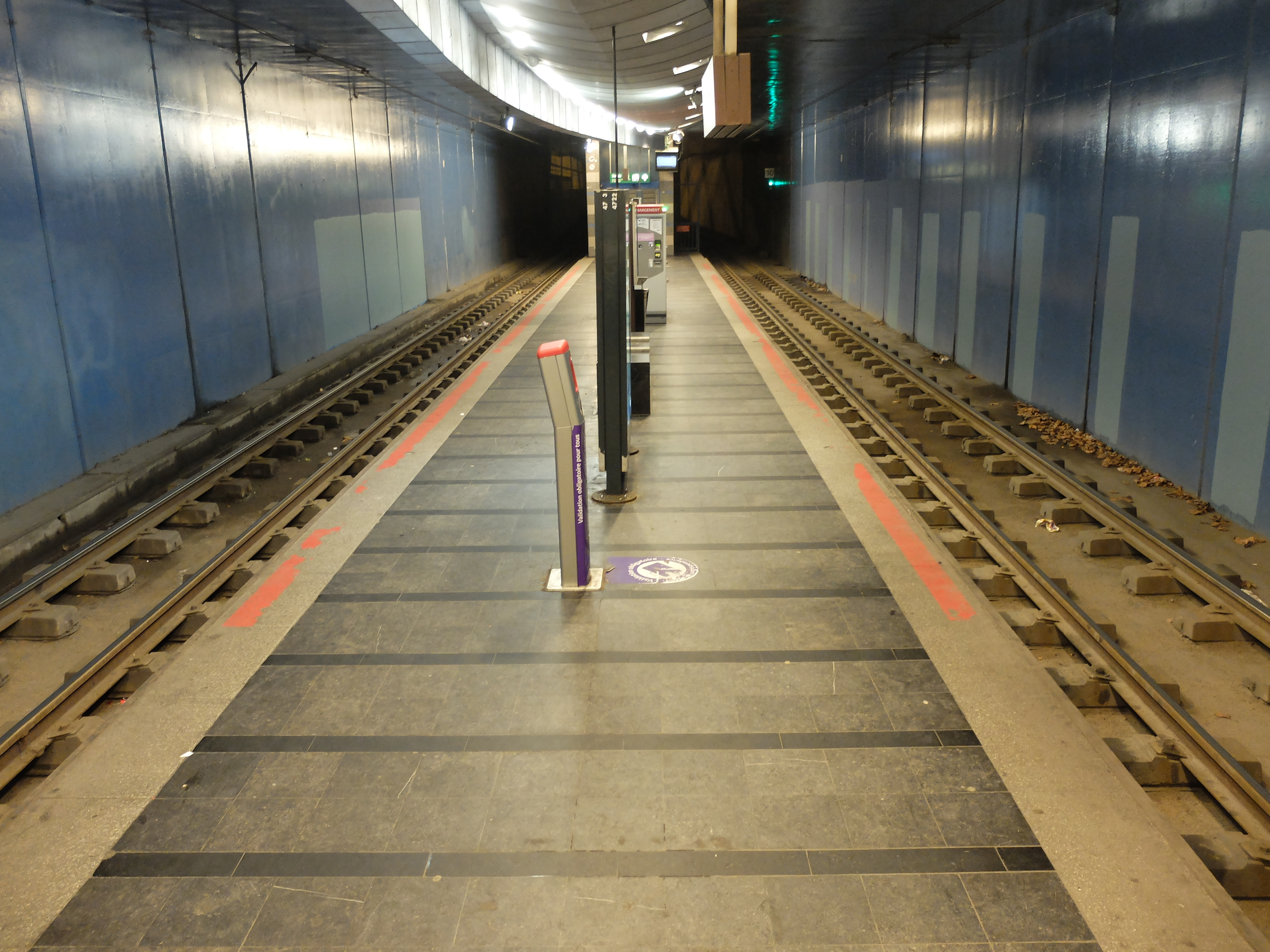
Підземна станція Saint-Maur»
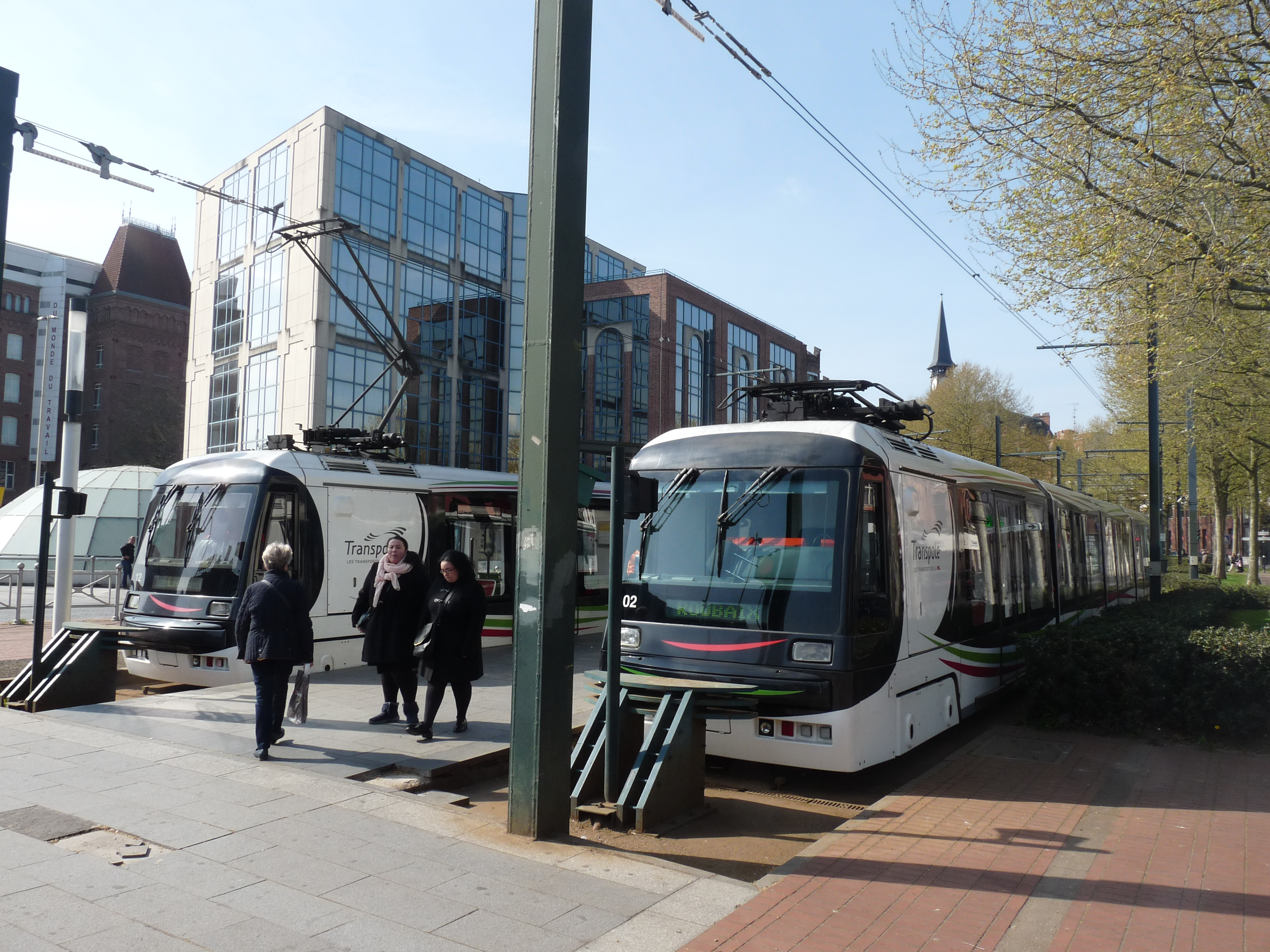
Трамваї на кінцевій зупинці в місті Рубе